# James Brown Sings Raw Soul
James Brown Sings Raw Soul è il diciannovesimo album in studio del cantante statunitense James Brown, pubblicato nel 1967.

## Tracce
1. Bring It Up – 2:45
2. Don't Be a Dropout – 3:40
3. Till Then – 2:39
4. Tell Me That You Love Me – 1:40
5. Yours and Mine – 3:08
6. Money Won't Change You, Pt. 1 – 2:46
7. Money Won't Change You, Pt. 2 – 2:24
8. Only You – 2:47
9. Let Yourself Go – 2:55
10. The Nearness of You – 3:06
11. Nobody Knows – 3:19
12. Stone Fox – 2:46